# Богородск (Вознесенский район)
Богоро́дск — сельский посёлок в Вознесенском районе Нижегородской области. Входит в состав Благодатовского сельсовета.

## Население
| 1999 | 2002 | 2010 |
| ---- | ---- | ---- |
| 22   | ↘13  | ↘8   |